# Quan Chi Lâm
Quan Gia Tuệ với nghệ danh Quan Chi Lâm (tiếng Anh: Rosamund Kwan; sinh ngày 18 tháng 10 năm 1958) là một nữ diễn viên Hồng Kông. Trong sự nghiệp kéo dài từ năm 1982 đến năm 2004, cô được biết tới nhiều nhất qua vai Dì Mười Ba (Thập Tam Muội) trong loạt phim võ thuật xoay quanh cuộc đời của võ sư Hoàng Phi Hồng.

## Tiểu sử
Quan Chi Lâm sinh tại Hồng Kông trong một gia đình có truyền thống điện ảnh. Cha mẹ cô là Quan Sơn và Trương Băng Thiến đều là diễn viên nổi tiếng của hãng phim Thiệu Thị.
Sau khi tốt nghiệp trường trung học Maryknoll Convent, Quan Chi Lâm bắt đầu sự nghiệp điện ảnh vào năm 1982 với vai diễn trong bộ phim Tái kiến giang hồ (再見江湖) với Châu Nhuận Phát. Năm 1985, cô được mời tham gia bộ phim Hạ nhật phúc tinh (夏日福星) của bộ ba Thành Long, Nguyên Bưu, và Hồng Kim Bảo. Chi Lâm còn đóng cặp với Thành Long trong hai bộ phim khác là Long huynh hổ đệ (龍兄虎弟) năm 1986 và Kế hoạch A phần II (A計劃續集) năm 1987.
Năm 1991, Quan Chi Lâm được đạo diễn Từ Khắc chọn vào vai nữ chính Thập Tam Muội trong phim Hoàng Phi Hồng nói về cuộc đời của vị võ sư nổi tiếng Hoàng Phi Hồng. Sau khi công chiếu, Hoàng Phi Hồng đã đạt được thành công lớn và được xem là bộ phim xuất sắc của thể loại phim võ thuật Hồng Kông. Vai Dì Mười Ba cũng là vai diễn đáng chú ý nhất của Chi Lâm, cô còn tiếp tục thủ vai này bên cạnh Lý Liên Kiệt trong các phần tiếp theo của loạt phim là Hoàng Phi Hồng 2: Nam nhi đương tự cường (黃飛鴻之二男兒當自強) năm 1992, Hoàng Phi Hồng 3: Sư vương tranh bá (黃飛鴻之三獅王爭霸) năm 1993 và Hoàng Phi Hồng: Tây vực hùng sư (黃飛鴻之西域雄獅) năm 1997.
Chi Lâm còn tham gia phim Hoàng Phi Hồng 5: Long thành tiêm bá (黃飛鴻之五龍城殲霸) năm 1995. Ngoài loạt phim Hoàng Phi Hồng, cô còn đóng chung với Lý Liên Kiệt trong Tiếu ngạo giang hồ: Đông Phương Bất Bại năm 1992. Sau vai diễn Dì Mười Ba, Chi Lâm dần rút khỏi làng điện ảnh và đến năm 2007 thì cô chính thức tuyên bố ngừng đóng phim.

## Sự nghiệp điện ảnh
- Tác Đầu (做頭) (2004)
- Mighty Baby (絕世好B) (2002)
- Lam huyết nhân (衛斯理藍血人) (2001)
- Big Shot's Funeral (大腕) (2001)
- Hoàng Phi Hồng: Tây vực hùng sư (黃飛鴻之西域雄獅) (1997)
- Thanks For Your Love (1/2 次同床) (1996)
- Vua Mạo Hiểm (冒險王) (1996)
- The Adventurers (大冒險家) (1995)
- A Touch of Evil (狂野生死戀) (1995)
- Hoàng Phi Hồng 5: Long thành tiêm bá (黃飛鴻之五龍城殲霸) (1995)
- All's Well, Ends Well Too (花田喜事) (1994)
- Long and Winding Road (錦繡前程) (1994)
- The Great Conqueror's Concubine Pt. B (1994)
- The Great Conqueror's Concubine (西楚霸王) (1994)
- Blade of Fury (一刀傾城) (1993)
- Hoàng Phi Hồng 3: Sư vương tranh bá (黃飛鴻之三獅王爭霸) (1993)
- End of the Road (異域2末路英雄) (1993)
- Love Among the Triad (愛在黑社會的日子) (1993)
- Love is a Fairy Tale (夏日情未了) (1993)
- Assassin (刺客新傳之殺人者唐斬) (1993)
- The Eight Hilarious Gods (笑八仙) (1993)
- The Magic Crane (新仙鶴神針) (1993)
- No More Love, No More Death (太子傳說) (1993)
- Game Kids (機Boy小子真假威龍) (1992)
- Hoàng Phi Hồng 2: Nam nhi đương tự cường (黃飛鴻之二男兒當自強) (1992)
- Savior of the Soul II (九二神鵰之痴心情長劍) (1992)
- Tiếu ngạo giang hồ: Đông Phương Bất Bại (笑傲江湖之東方不敗) (1992): vai Nhậm Doanh Doanh
- The Sting - Thánh hiệp (俠聖) (1992)
- Gigolo and Whore II (舞男情未了) (1991)
- Inspector Pink Dragon (神探馬如龍) (1991)
- Hoàng Phi Hồng (黃飛鴻) (1991)
- Hào môn dạ yến (豪門夜宴) (1991)
- Tricky Brains - Chuyên gia xảo quyệt (整蠱專家) (1991)
- Tiger Cage 2 (洗黑錢) (1990)
- Return to Action (喋血風雲) (1990)
- Undeclared War (聖戰風雲) (1990)
- A Bite of Love (一咬OK) (1990)
- Casino Raiders - Chí tôn vô thượng (至尊無上) (1989)
- Ghost Fever (鬼媾人) (1989)
- Mr. Smart (瀟洒先生) (1989)
- Proud and Confident (傲氣雄鷹) (1989)
- The Last Duel (再起風雲) (1989)
- The Crazy Companies II (最佳損友闖情關) (1988)
- Three Against The World (群龍奪寶) (1988)
- Project A Part II - Kế hoạch A phần II (A計劃續集) (1987)
- Armour of God - Long huynh hổ đệ (龍兄虎弟) (1986)
- Millionaire's Express (富貴列車) (1986)
- Twinkle, Twinkle Lucky Stars - Hạ nhật phúc tinh (夏日福星) (1985)
- The Head Hunter - Tái kiến giang hồ (再見江湖) (1982)